# Норман, Рэй
Ренде́ Рэй Но́рман (англ. Rende Rae Norman; 1 апреля 1958, Прайор (Оклахома), Оклахома — 14 ноября 2020) — американская актриса

.

## Биография
Ренде Рэй Норман родилась 1 апреля 1958 года в Прайор-Крик, штат Оклахома, США.
Норман, преимущественно, играла на телевидении. Она наиболее известна ролями в телесериале «Звёздный путь: Следующее поколение» (эпизод «Гобелен») и фильме «Суровая жизнь Вероники Ламберт» (2009).
С 1998 по 2011 год Норман была замужем за музыкантом и актёром Дином Морой.
Норман умерла 14 сентября 2020 года на 63-м году жизни.

## Избранная фильмография
| Год  |   | Русское название                   | Оригинальное название          | Роль            |
| ---- | - | ---------------------------------- | ------------------------------ | --------------- |
| 1991 | с | Джамп-стрит, 21                    | 21 Jump Street                 | Микки Кроффт    |
| 1991 | ф | В истинном свете                   | True Colors                    | Фанн            |
| 1993 | ф | Эспен — самый сложный спуск        | Aspen Extreme                  | Миссис Хэнсен   |
| 1993 | с | Звёздный путь: Следующее поколение | Star Trek: The Next Generation | Пенни Мурок     |
| 1993 | с | Байки из склепа                    | Tales from the Crypt           | Декан Эдна Кьюм |
| 1994 | с | Молодые и дерзкие                  | The Young and the Restless     | Глория Капшо    |
| 1996 | с | Сайнфелд                           | Seinfeld                       | Миссис Бейнс    |
| 1998 | ф | Дантист 2                          | The Dentist 2                  | Доктор Касслер  |
| 1998 | с | Скользящие                         | Sliders                        | Джейни          |
| 1999 | с | Сестра, сестра                     | Sister, Sister                 | Келли Карпентер |
| 2005 | с | Отчаянные домохозяйки              | Desperate Housewives           | миссис Новак    |
| 2006 | с | Детектив Раш                       | Cold Case                      | Энн Боуэн       |